# Julie Wilhelmine Hagen-Schwarz
Julie Wilhelmine Hagen-Schwarz (n. 27 octombrie 1824, Aksi⁠(d), Regiunea Harju, Estonia – d. 20 octombrie 1902, Iuriev, Gubernia Livonia, Imperiul Rus) a fost o pictoriță germană baltică, pictând în principal portrete.

## Biografie
A fost fiica pictorului August Matthias Hagen; s-a născut în timp ce părinții ei erau într-o excursie de pictură. Din copilărie a minfestat interes pentru desen așa ca tatăl ei i-a dat lecții. După ce a absolvit școli publice, s-a inscris la Universitatea din Tartu, unde a fost imediat atrasă de pictatul portretelor.
După absolvire, a primit o subvenție să studieze în Germania. A început cu Friedrich Gonne în Dresden, apoi a mers la München, obținând un post la atelierul lui Moritz Rugendas. Trei ani mai târziu s-a întors în Tartu și a primit altă subvenție de la Nicolae I al Rusiei pentru a studia în Italia. De data asta, a fost însoțită de tatăl ei, care spera că clima din Italia îi va ajuta vederea care îi slăbea.
În 1854, s-a întors acasă, fiind deja o artistă cunoscută pentru participarea la numeroase expoziții din Europa. La scurt timp s-a căsătorit cu astronomul Ludwig Schwarz, care mai târziu a devenit directorul observatorului local. Luna de miere a constat într-o expediție în sud-estul Siberiei, acoperind 600 de verste, unde soțul ei a făcut parte din echipa de explorare a resurselor minerale și a pregătit o hartă detaliată în numele Societății Geografice Rusești. După cum se aștepta, a folosit această oprtunitate să schițeze tot ce era interesant.
În 1858, a devenit prima femeie aleasă la Academia Imperială de Arte. După aceea, și-a petrecut o mare parte din timp în Sankt Petersburg, participând la toate expozițiile locale și naționale. În total, a realizat peste 700 de portrete.

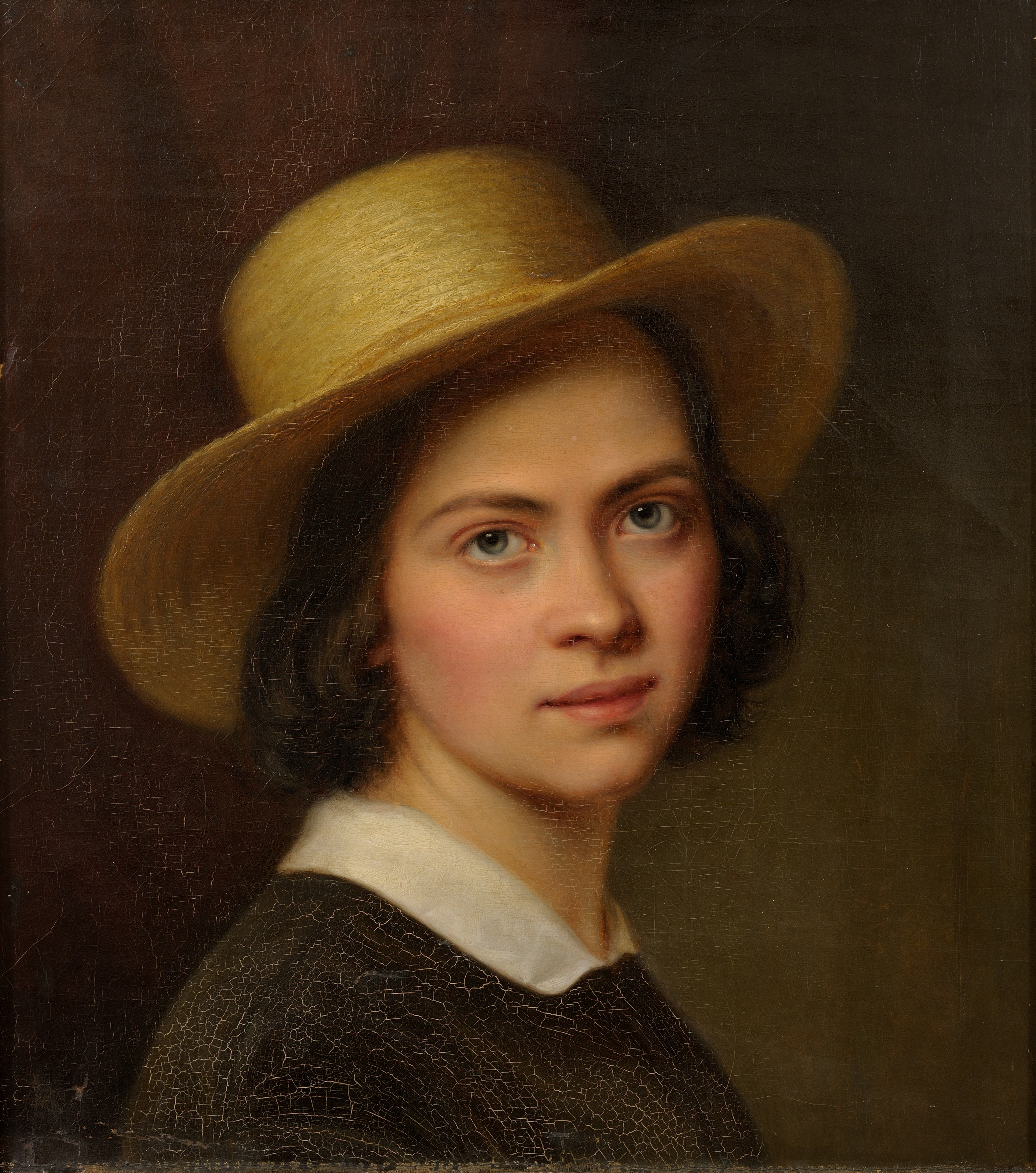
Autoportret
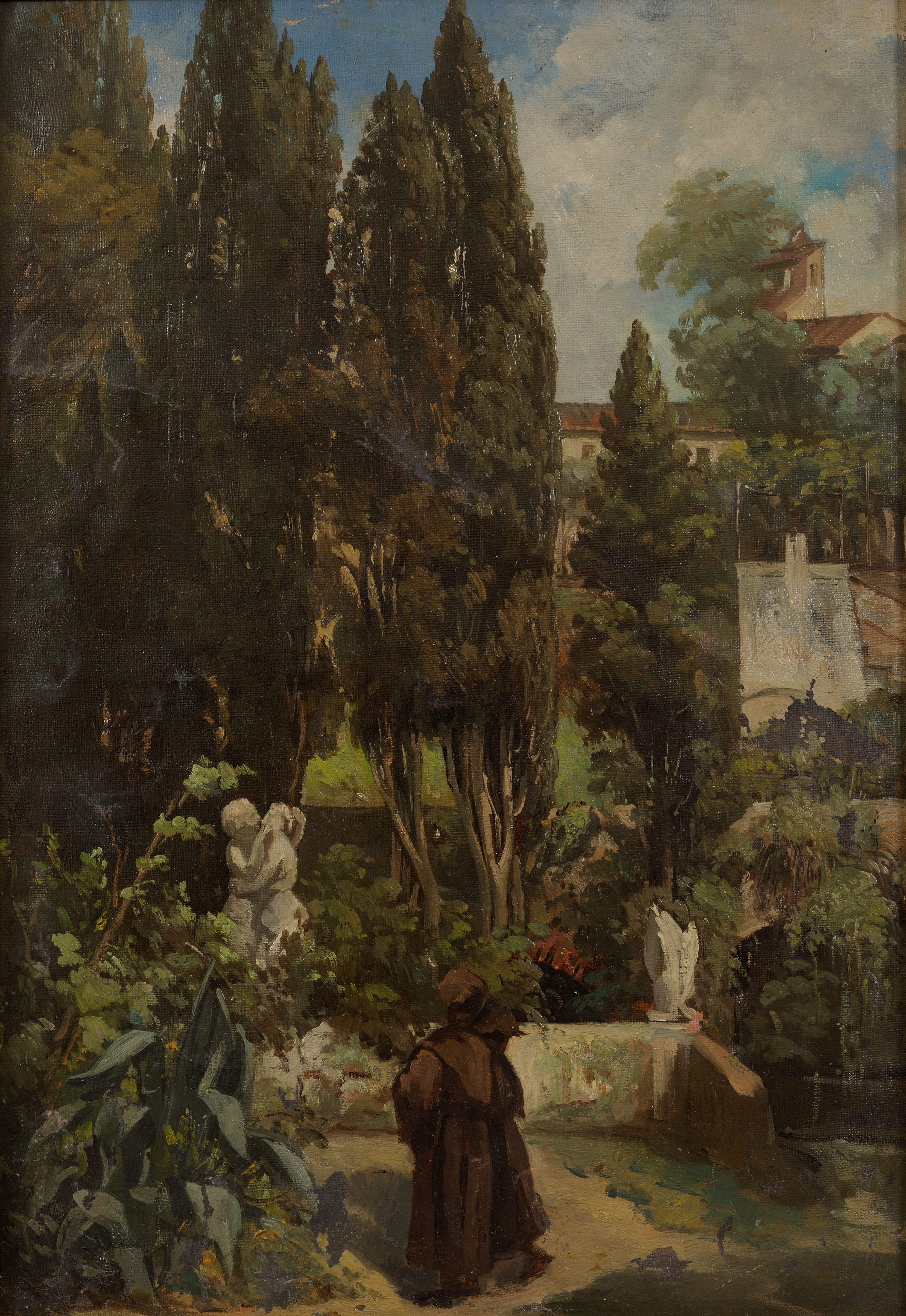
Villa d'Este
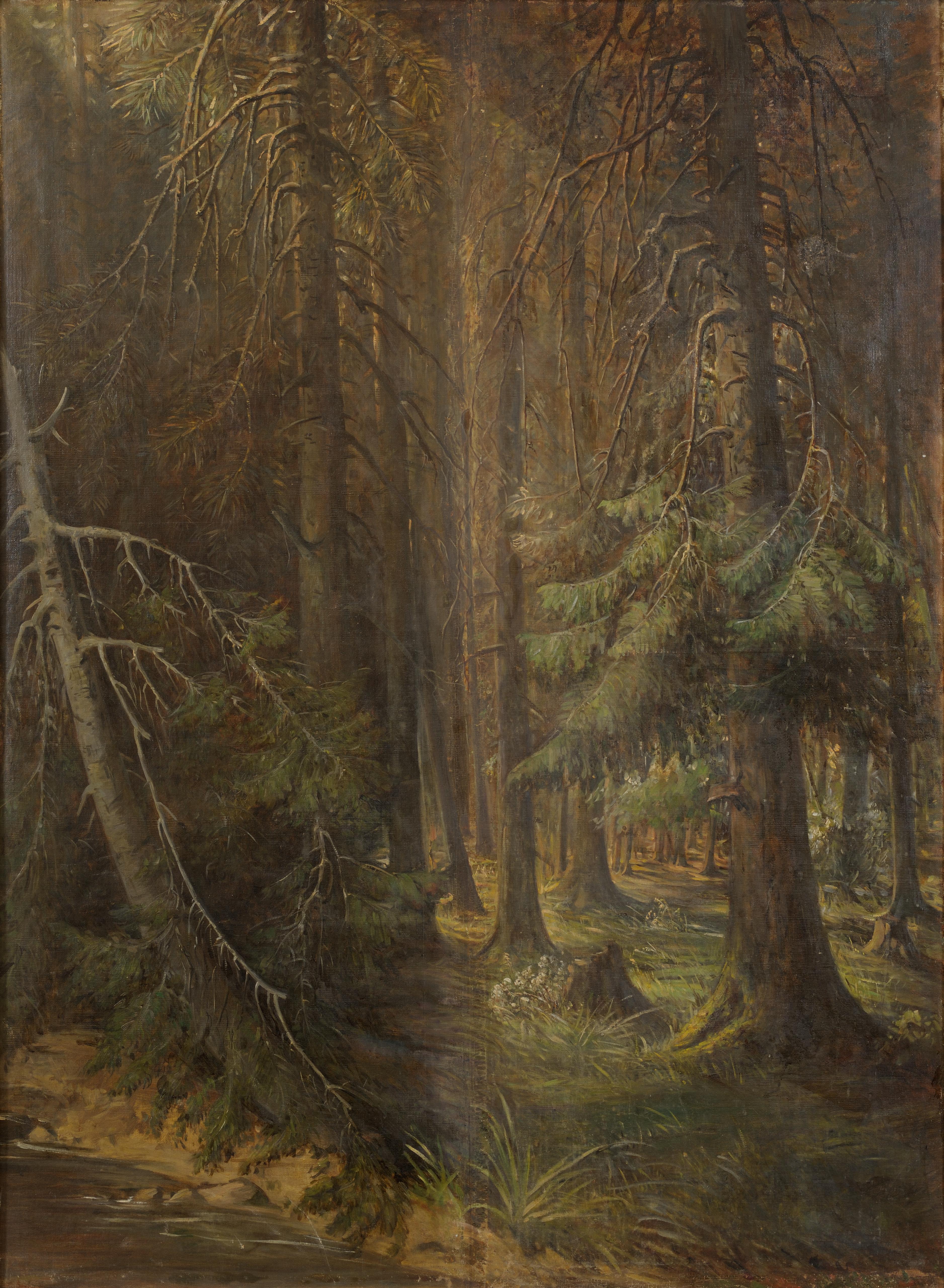
Pădure
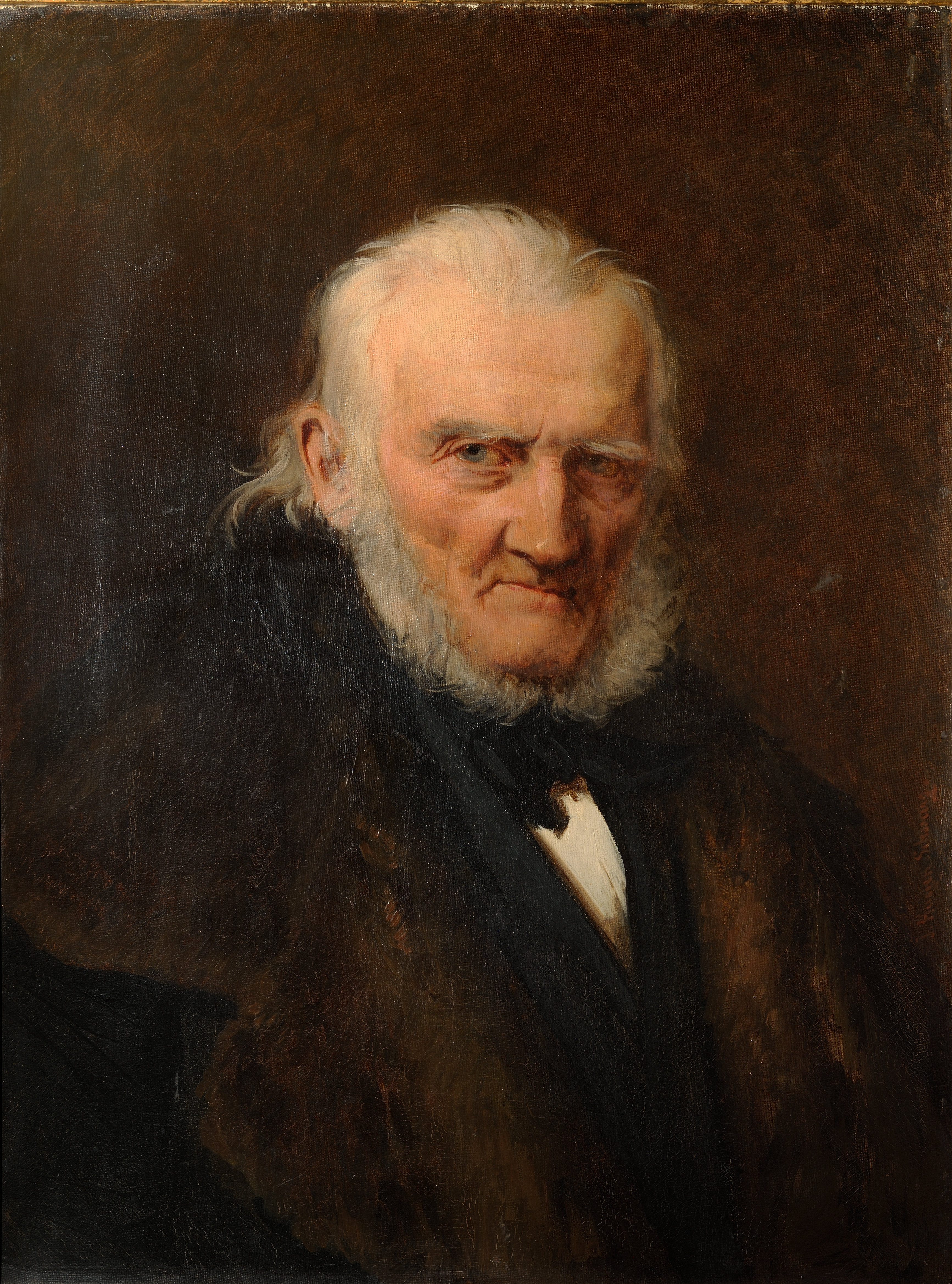
August Hagen, 1873
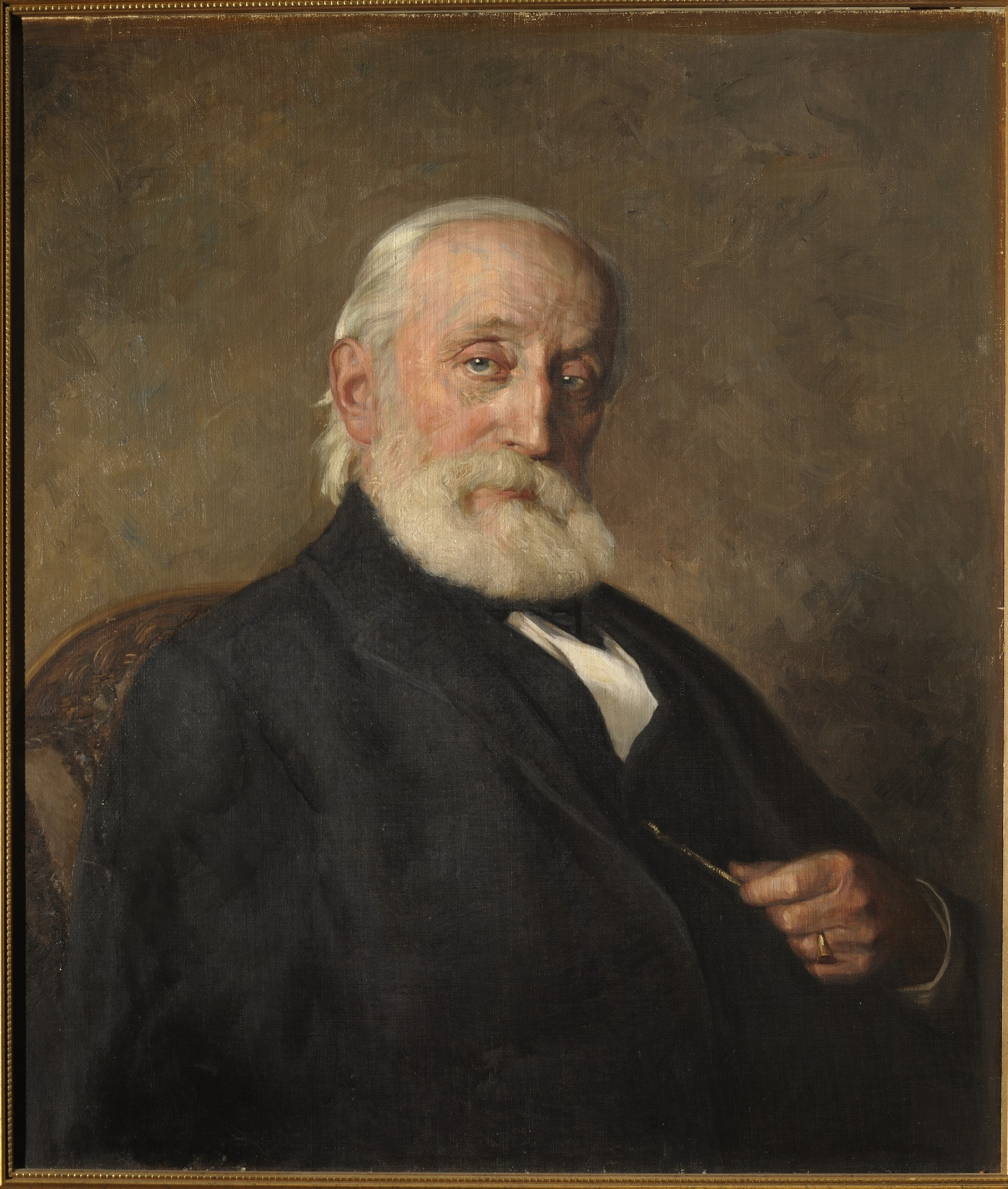
Leo Meyer
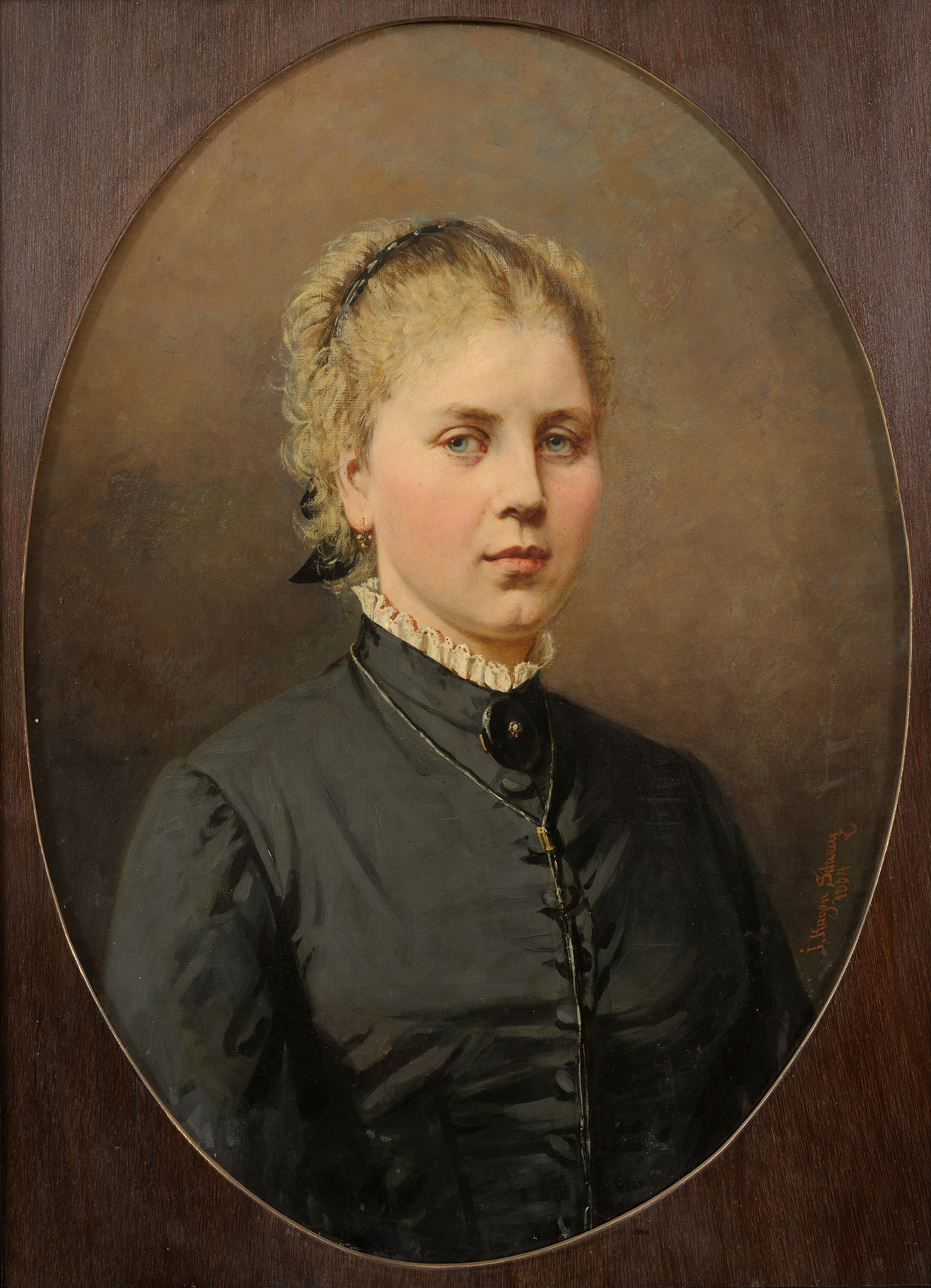
Marisa V. Wolf, 1884